# 胡志明市舞臺表演與電影大學
胡志明市舞台表演与电影大學是一所位于越南胡志明市第一区的大學。大学提供舞台表演、电影方面的大学学位课程（3-3.5 年）。胡志明市的大部分演员都是从这所大学毕业的。

## 历史
1998年7月10日：胡志明市舞台表演与电影学院在胡志明市第二戏剧学院和越南电影学院合并的基础上成立，成立时间为5年。
2007年2月11日，越南政府总理阮晋勇签署了关于设立文化体育旅游部下属胡志明市舞台表演與电影大学的意见。文化、体育和旅游部下属胡志明市戏剧与电影学院即將升级。
2009年10月13日，学校经政府核定升格为大学。
2010年1月，学校举行了成立胡志明市舞台表演與电影大学的仪式。

## 学校里的名人
Quoc Huy (演员)

## 网站
- http://skdahcm.edu.vn/ （页面存档备份，存于）